# Los Tontos
Los Tontos fue una banda de rock uruguayo del movimiento postdictadura de los años 1980.

## Historia[1]
Los Tontos actuaron por primera vez en octubre de 1984, en la Asociación Cristiana de Jóvenes.[cita requerida] Sus integrantes en esa época eran Leonardo Baroncini (conocido baterista que grabó discos con Fernando Cabrera y El Cuarteto de Nos), Renzo Teflón (llamado, realmente Renzo Guridi Piñeyro) en voz y guitarra y Santiago Tavella en bajo (también músico del Cuarteto de nos)
Dada la gran actividad de Baroncini, Los Tontos no pueden comenzar a presentarse con asiduidad hasta mediados de 1985. Para ese entonces Tavella estaba totalmente abocado a El Cuarteto de Nos y por esto no participó más de la banda, quedando Renzo en voz y bajo, también se incorporó Fernando Rodríguez en guitarra.
Con esta conformación participan en el disco grupal Graffiti con el tema "Himno de los conductores imprudentes" (conocida popularmente como "La canción del puré"), que se convierte en un gran éxito apoyado en su videoclip.
Leonardo Baroncini formaba parte de Los Estómagos, grupo que no quería compartir músicos; por esto Baroncini usaba el nombre de "Trevor Podargo", mientras sus compañeros, en solidaridad eran "Renzo Teflón" y "Calvin Rodríguez". Aparte del cambio de nombre Baroncini usaba una peluca para no ser reconocido.
Los apodos, al igual que las letras y la actitud en el escenario hicieron de Los Tontos una banda mítica y para algunos de culto.
Su primer disco llamado Los Tontos es grabado en abril de 1986; sus temas más reconocidos fueron "Himno de los conductores imprudentes", "Ana la del quinto", "El gerontocida", "La gordita 103" y "Elmer el gruñon". Fue disco de oro en Uruguay. Además recogieron éxitos a nivel internacional: el disco fue editado en Argentina y Chile, y en este último país la canción "Mi guatercló azul (ayer se me perdió)" llegó a ocupar en 1987 el tercer puesto en difusión.
En noviembre de 1986 participan en el festival Montevideo Rock, un multitudinario evento en la Rural del Prado. 
En junio de 1987 graban en Buenos Aires su segundo disco: Tontos al natural, que sale a la venta en agosto. La versión en casete se vendía en una lata. Durante la grabación de este álbum comienzan a darse importantes diferencias entre Renzo Guiridi y Leonardo Baroncini, que llevarían a la postre a la separación del grupo. El disco fue incluso más exitoso que el anterior convirtiéndose en disco de oro en tan solo un mes y destacándose algunos hits como "La cuchara", que llegó a encabezar el ranking de la radio El Dorado.
Entre julio y diciembre de 1987 conducen el programa La Cueva del Rock en canal 4, donde se realizaban entrevistas a los grupos locales y estos realizaban una actuación en vivo. En septiembre de ese mismo año tocan en el teatro Providencia, de Santiago de Chile, junto a la banda local Valija Diplomática.
A fines de ese año, el vocalista de la banda graba un simple como solista con dos canciones, aunque sin abandonar la banda.
En febrero de 1988 participan en la segunda edición del festival Montevideo Rock. En esta ocasión no pueden cantar más que tres canciones, debido a una lluvia de objetos e insultos que es lanzada desde parte del público. Este sería la penúltima actuación en vivo del grupo (la última fue en la ciudad de Tacuarembó).
En 1988 el cantante abandona la banda debido a diferencias con los otros dos integrantes, siendo el detonante la discusión en la negociación con el sello Orfeo para su tercer disco (que iba a denominarse Nunca pasa nada en Islandia). Finalmente el disco sería grabado (sin Renzo Teflón) con el nombre Chau Jetón!. Renzo por su parte publica su álbum solista Je, Je.
En 1999 se edita un disco que recoge algunas grabaciones en vivo y rarezas de la banda llamado Los archivos secretos del Dr. Teflón. A finales de ese año, Renzo Teflón reformula la banda sin el resto de sus integrantes originales y se presenta en la Sala Zitarrosa de Montevideo. Esa exitosa presentación fue grabada y editada al año siguiente bajo el nombre de Los Tontos Descafeinados. Esta nueva experiencia musical culmina a fines de 2000 cuando la banda se separa.

## Integrantes
- Renzo Teflón † - voz y bajo (1984-1988) (1999-2000)
- Fernando Calvin Rodríguez - guitarra (1985-1988) (1999-2000)

- Trevor Podargo - batería (1985-1988) (1999-2000)

### Miembros anteriores
- Santiago Tavella - bajo (1984-1985)
- Leonardo Baroncini - batería (1984-1985)

## Discografía

### LP
- Los Tontos (Orfeo SULP 90811. 1986)
- Al Natural (Orfeo, 1987)
- Chau Jetón! (Orfeo, 1988)
- Los archivos secretos del Dr. Teflón (1999)
- Descafeinados (2000)

### Simples
- Policías / Los que salen en revistas (Orfeo 90122)